# Palazzo Mormino Penna
Palazzo Mormino Penna è un palazzo che si trova a Donnalucata, frazione marinara del comune di Scicli, nel Libero consorzio comunale di Ragusa, in Sicilia. Sorge lungo via Regina Margherita e l'ingresso principale si affaccia all'incrocio tra via Villa Glori e via Regina Margherita.

## Storia
Il Palazzo Mormino Penna fu edificato nel corso del XIX secolo dalla famiglia Penna di Scicli, parallelamente alla realizzazione della Villa Penna, situata alla periferia nord della città. L’intento della famiglia era quello di disporre sia di una residenza estiva nei pressi del mare, sia di un palazzo urbano collocato a ridosso della spiaggia.
I lavori furono portati a compimento dal barone Antonio Penna Grimaldi, e l’edificio rimase di proprietà della famiglia fino al secondo dopoguerra, quando fu ceduto al Comune di Scicli.
Nei decenni successivi, il palazzo fu adibito anche a sede di asilo comunale e, occasionalmente, ospitò alcune classi della vicina scuola elementare.

## Descrizione
L’edificio fu realizzato in pietra calcarea tipica del territorio ragusano e presenta uno stile neogotico, arricchito da decorazioni che richiamano la simbologia della Trinacria.
Le mura esterne furono tinte di un rosso acceso, mentre l’intero complesso venne circondato da un giardino piantumato con essenze tipiche della macchia mediterranea.
Il giardino era originariamente delimitato da una recinzione in ferro battuto, sostituita durante la Seconda Guerra Mondiale da una cinta in muratura, in seguito alla requisizione del ferro a scopi bellici.
Negli anni 1990, parte della recinzione originaria in ferro è stata tuttavia ripristinata.
Il primo piano dell’edificio è strutturato attorno a un ampio salone centrale, cui si affiancano quattro stanze laterali di dimensioni minori. Il giardino che circonda il palazzo è stato suddiviso in quattro aree funzionali.

## Utilizzo
Il Palazzo Mormino Penna è attualmente di proprietà del Comune di Scicli.
Al piano terra ospita gli uffici della delegazione comunale e una sezione staccata della biblioteca civica Carmelo La Rocca, che offre servizi di lettura e consultazione; inoltre, è sede della sezione locale dell'Associazione Nazionale Marinai d'Italia e dell'associazione giovanile locale L'Ora dei Giovani.
Il primo piano viene spesso utilizzato per mostre temporanee, iniziative artistiche e incontri pubblici organizzati dall’amministrazione comunale o da associazioni culturali del territorio.
Il giardino che circonda il palazzo ospita:
- un parco giochi per bambini, attrezzato e accessibile;
- uno spiazzo polifunzionale, che nei mesi estivi ospita regolarmente un cinema all’aperto;
- un parco urbano con vegetazione mediterranea, curato e fruibile al pubblico;
- l’ingresso principale al palazzo, delimitato da una zona pavimentata che funge da spazio di accesso e accoglienza.

Inoltre, nel 1998 e nel 1999, il palazzo è stato location delle scene di alcuni episodi della serie televisiva della Rai Il commissario Montalbano. In particolare, ne Il cane di terracotta e ne La forma dell'acqua, gli interni rappresentano il commissariato di Vigata, e, sempre ne La forma dell'acqua, la troupe di TeleVigata registra un'intervista all'ingresso del palazzo.